# Ariadnes Colles
Ariadnes Colles és un grup de turons del quadrangle Eridania de Mart, situat amb les coordenades planetocèntriques a -33.2 ° latitud N i 174.81 ° longitud E. Té 188.01 de diàmetre i va rebre el nom d'un tret albedo. El nom va ser aprovat per la UAI l'any 1982. El terme "Colles" és utilitzat per turons petits o knobs.